# Джамель Месбах
Джамель Месба (араб. جمال مصباح; нар. 9 жовтня 1984, Зігхут Юсеф) — алжирський футболіст, лівий захисник та півзахисник клубу «Кротоне».
Насамперед відомий виступами за ряд італійських клубів, а також національну збірну Алжиру.

## Клубна кар'єра
Вихованець юнацьких команд футбольних клубів «Аннес-ле-В'є» та «Серветт».
У дорослому футболі дебютував 2003 року виступами за «Серветт», в якому провів один сезон, взявши участь у 11 матчах чемпіонату.
Своєю грою за команду привернув увагу представників тренерського штабу «Базеля», до складу якого приєднався 2004 року. Відіграв за команду з Базеля наступні два сезони своєї ігрової кар'єри. За цей час виборов титул чемпіона Швейцарії.

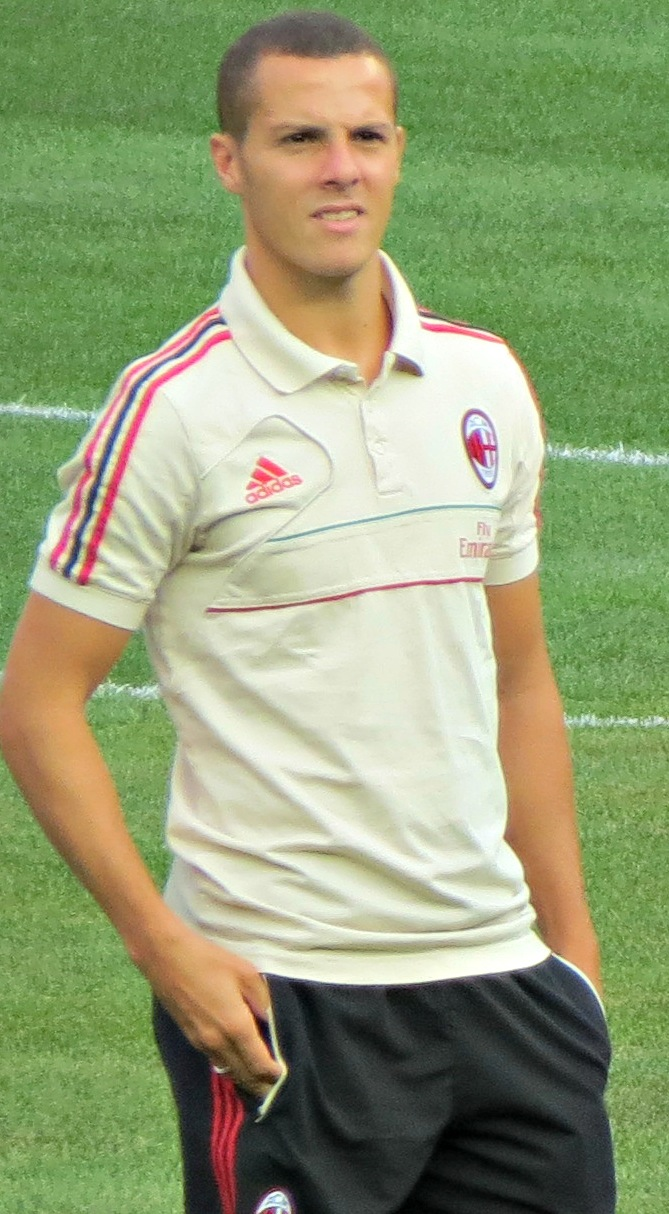
Джамель Месба під час виступів за «Мілан». 8 серпня 2012 року.

На початку 2006 року був орендований «Лор'яном» до кінця сезону, проте у новій команді травмувався і не провів за французьку команду жодного матчу
З літа 2006 року грав у складі «Аарау», в якому швидко отримав статус основного гравця команди.
1 липня 2008 року Месба перейшов у «Люцерн», проте не задовольняв своєю грою тренерський штаб команди і вже 1 вересня того ж року перейшов на правах оренди в італійське «Авелліно».
2009 року уклав контракт з клубом «Лечче», у складі якого провів наступні три роки своєї кар'єри гравця. Більшість часу, проведеного у складі «джалороссі», був основним гравцем команди.
До складу клубу «Мілан» приєднався 20 січня 2012 року, підписавши контракт на 4 роки з заробітною платою в 500 тис. євро за сезон, сума трансферу склала 1,2 мільйона євро. Дебютував в «Мілані» 26 січня 2012 року в кубковому матчі з «Лаціо». За рік, проведений в «Мілані», Месбах взяв участь в 14 матчах (з них 9 — у чемпіонаті країни), проте закріпитися в команді йому не вдалося і в підсумку захисникові довелося змінити клубну прописку.
25 січня 2013 року Джамель перейшов в «Парму». Гравець вибрав п'ятий номер, під яким грав до нього Крістіан Дзаккардо, який перейшов, у свою чергу, в «Мілан». Дебют Месбаха відбувся 10 лютого 2013 року в матчі проти «Дженоа» (0:0). Дебютним голом йому вдалося відзначитися 25 вересня 2013 року в матчі проти «Аталанти» (4:3).
У наступному сезоні Месбах зіграв всього 4 матчі в усіх турнірах, через що 29 січня 2014 року був відданий в оренду в «Ліворно». Дебютував у складі «амаранто» крайній захисник 9 лютого 2014 року, почавши гру в стартовому складі в матчі проти «Дженоа» (0:1), практично рівно через рік після його дебюту в стані «пармезанців». 4 травня 2014 року забив свій дебютний і єдиний гол у футболці «темно-червоних» в рамках Серії А в гостьовому матчі проти «Удінезе» (5:3).
1 вересня 2014 року Месбах знову поміняв клуб, цього разу він перейшов у стан «Сампдорії» на постійній основі. 24 вересня 2014 року дебютував у складі основної команди в матчі проти «К'єво» (2:1). Всього за два сезони відіграв за клуб лише 23 матчі у Серії А, після чого перейшов до складу новачка вищого італійського дивізіону «Кротоне».

## Виступи за збірну
28 травня 2010 року дебютував в офіційних матчах у складі національної збірної Алжиру в товариській грі проти збірної Ірландії. У наступному місяці у складі збірної був учасником чемпіонату світу 2010 року у ПАР, де зіграв у одному матчі проти англійців (0:0).
У червні 2014 року тренер Вахід Халілходжич включив Месбаха в склад для участі у фінальному турнірі чемпіонату світу 2014 року. На турнірі взяв участь у двох матчах групового етапу проти Кореї і Росії.
Також у складі збірної був учасником Кубка африканських націй 2013 року у ПАР, Кубка африканських націй 2015 року в Екваторіальній Гвінеї та Кубка африканських націй 2017 року в Габоні.
Наразі провів у формі головної команди країни 35 матчів, забивши 1 гол.

## Статистика виступів

### Статистика клубних виступів
| Сезон                 | Команда               | Чемпіонат             | Чемпіонат | Чемпіонат | Національний кубок | Національний кубок | Національний кубок | Континентальні кубки | Континентальні кубки | Континентальні кубки | Усього | Усього |
| Сезон                 | Команда               | Ліга                  | Ігор      | Голів     | Ліга               | Ігор               | Голів              | Ліга                 | Ігор                 | Голів                | Ігор   | Голів  |
| --------------------- | --------------------- | --------------------- | --------- | --------- | ------------------ | ------------------ | ------------------ | -------------------- | -------------------- | -------------------- | ------ | ------ |
| 2003-04               | «Серветт»             | ШСЛ                   | 11        | 3         | КШ                 | 0                  | 0                  | —                    | —                    | —                    | 11     | 3      |
| 2004-05               | «Базель»              | ШСЛ                   | 9         | 1         | КШ                 | 1                  | 0                  | ЛЧ+КУЄФА             | 0+1                  | 0                    | 11     | 1      |
| 2005-06               | «Базель»              | ШСЛ                   | 2         | 0         | КШ                 | 1                  | 0                  | ЛЧ+КУЄФА             | 0                    | 0                    | 3      | 0      |
| Усього за «Базель»    | Усього за «Базель»    | Усього за «Базель»    | 11        | 1         |                    | 2                  | 0                  |                      | 1                    | 0                    | 14     | 1      |
| 2005-06               | «Лор'ян»              | Л2                    | 0         | 0         | КФ                 | 0                  | 0                  | —                    | —                    | —                    | 0      | 0      |
| 2006-07               | «Аарау»               | ШСЛ                   | 29+2      | 1+3       | КШ                 | 4                  | 1                  | —                    | —                    | —                    | 35     | 5      |
| 2007-08               | «Аарау»               | ШСЛ                   | 31        | 0         | КШ                 | 2                  | 0                  | —                    | —                    | —                    | 33     | 0      |
| Усього за «Аарау»     | Усього за «Аарау»     | Усього за «Аарау»     | 60+2      | 1+3       |                    | 6                  | 1                  |                      | —                    | —                    | 68     | 5      |
| 2008-09               | «Люцерн»              | ШСЛ                   | 6         | 0         | КШ                 | 0                  | 0                  | —                    | —                    | —                    | 6      | 0      |
| 2008-09               | «Авелліно»            | B                     | 27        | 2         | КІ                 | 0                  | 0                  | —                    | —                    | —                    | 27     | 2      |
| 2009-10               | «Лечче»               | B                     | 36        | 3         | КІ                 | 2                  | 0                  | —                    | —                    | —                    | 38     | 3      |
| 2010-11               | «Лечче»               | A                     | 34        | 2         | КІ                 | 0                  | 0                  | —                    | —                    | —                    | 34     | 2      |
| 2011-12               | «Лечче»               | A                     | 12        | 1         | КІ                 | 1                  | 0                  | —                    | —                    | —                    | 13     | 1      |
| Усього за «Лечче»     | Усього за «Лечче»     | Усього за «Лечче»     | 82        | 6         |                    | 3                  | 0                  |                      | —                    | —                    | 85     | 6      |
| 2011-12               | «Мілан»               | A                     | 8         | 0         | КІ                 | 2                  | 1                  | ЛЧ                   | 2                    | 0                    | 12     | 1      |
| 2012–13               | «Мілан»               | A                     | 1         | 0         | КІ                 | 0                  | 0                  | ЛЧ                   | 1                    | 0                    | 2      | 0      |
| Усього за «Мілан»     | Усього за «Мілан»     | Усього за «Мілан»     | 9         | 0         |                    | 2                  | 1                  |                      | 3                    | 0                    | 14     | 1      |
| 2012–13               | «Парма»               | A                     | 7         | 0         | КІ                 | -                  | -                  | -                    | -                    | -                    | 7      | 0      |
| 2013-14               | «Парма»               | A                     | 3         | 1         | КІ                 | 1                  | 0                  | -                    | -                    | -                    | 4      | 1      |
| Усього за «Парму»     | Усього за «Парму»     | Усього за «Парму»     | 10        | 1         |                    | 1                  | 0                  |                      | -                    | -                    | 11     | 1      |
| 2013–14               | «Ліворно»             | A                     | 14        | 1         | КІ                 | -                  | -                  | -                    | -                    | -                    | 14     | 1      |
| 2014–15               | «Сампдорія»           | A                     | 16        | 0         | КІ                 | 0                  | 0                  | -                    | -                    | -                    | 16     | 0      |
| 2015–16               | «Сампдорія»           | A                     | 7         | 0         | КІ                 | 1                  | 0                  | ЛЄ                   | 0                    | 0                    | 8      | 0      |
| Усього за «Сампдорію» | Усього за «Сампдорію» | Усього за «Сампдорію» | 23        | 0         |                    | 1                  | 0                  |                      | 0                    | 0                    | 24     | 0      |
| Усього за кар'єру     | Усього за кар'єру     | Усього за кар'єру     | 252+2     | 15+3      |                    | 14                 | 2                  |                      | 4                    | 0                    | 272    | 20     |

### Статистика виступів за збірну
| Дата       | Місто        | Господарі                        | Результат | Гості                            | Турнір                                   | Голи | Примітки |
| ---------- | ------------ | -------------------------------- | --------- | -------------------------------- | ---------------------------------------- | ---- | -------- |
| 28-5-2010  | Дублін       | Ірландія                         | 3 – 0     | Алжир                            | товариський матч                         | -    |          |
| 18-6-2010  | Кейптаун     | Англія                           | 0 – 0     | Алжир                            | ЧС 2010 - 1-й етап                       | -    |          |
| 11-8-2010  | Алжир        | Алжир                            | 1 – 2     | Габон                            | товариський матч                         | -    |          |
| 10-10-2010 | Бангі        | Центральноафриканська Республіка | 2 – 0     | Алжир                            | Відбір до Кубка африканських націй 2012  | -    |          |
| 17-11-2010 | Люксембург   | Люксембург                       | 0 – 0     | Алжир                            | товариський матч                         | -    |          |
| 27-3-2011  | Аннаба       | Алжир                            | 1 – 0     | Марокко                          | Відбір до Кубка африканських націй 2012  | -    |          |
| 4-6-2011   | Марракеш     | Марокко                          | 4 – 0     | Алжир                            | Відбір до Кубка африканських націй 2012  | -    |          |
| 3-9-2011   | Дар-ес-Салам | Танзанія                         | 1 – 1     | Алжир                            | Відбір до Кубка африканських націй 2012  | -    |          |
| 9-10-2011  | Бліда        | Алжир                            | 2 – 0     | Центральноафриканська Республіка | Відбір до Кубка африканських націй 2012  | -    |          |
| 29-2-2012  | Бакау        | Гамбія                           | 1 – 2     | Алжир                            | Відбір до Кубка африканських націй 2013  | -    |          |
| 26-5-2012  | Бліда        | Алжир                            | 3 – 0     | Нігер                            | товариський матч                         | -    |          |
| 2-6-2012   | Бліда        | Алжир                            | 4 – 0     | Руанда                           | Відбір до ЧС 2014                        | -    |          |
| 10-6-2012  | Уагадугу     | Малі                             | 2 – 1     | Алжир                            | Відбір до ЧС 2014                        | -    |          |
| 15-6-2012  | Бліда        | Алжир                            | 4 – 1     | Гамбія                           | Відбір до Кубка африканських націй 2013  | -    |          |
| 9-9-2012   | Касабланка   | Лівія                            | 0 – 1     | Алжир                            | Відбір до Кубка африканських націй 2013  | -    |          |
| 12-1-2013  | Йоганнесбург | ПАР                              | 0 – 0     | Алжир                            | товариський матч                         | -    |          |
| 22-1-2013  | Рустенбург   | Туніс                            | 1 – 0     | Алжир                            | Кубок африканських націй 2013 - 1-й етап | -    |          |
| 26-1-2013  | Рустенбург   | Алжир                            | 0 – 2     | Того                             | Кубок африканських націй 2013 - 1-й етап | -    |          |
| 30-1-2013  | Рустенбург   | Алжир                            | 2 – 2     | Кот-д'Івуар                      | Кубок африканських націй 2013 - 1-й етап | -    |          |
| 2-6-2013   | Бліда        | Алжир                            | 0 – 0     | Буркіна-Фасо                     | товариський матч                         | -    |          |
| 9-6-2013   | Порто-Ново   | Бенін                            | 1 – 3     | Алжир                            | Відбір до ЧС 2014                        | -    |          |
| 16-6-2013  | Кігалі       | Руанда                           | 0 – 1     | Алжир                            | Відбір до ЧС 2014                        | -    |          |
| 14-8-2013  | Бліда        | Алжир                            | 2 – 2     | Гвінея                           | товариський матч                         | -    |          |
| 10-9-2013  | Бліда        | Алжир                            | 1 – 0     | Малі                             | Відбір до ЧС 2014                        | -    |          |
| 12-10-2013 | Уагадугу     | Буркіна-Фасо                     | 3 – 2     | Алжир                            | Відбір до ЧС 2014                        | -    |          |
| 31-5-2014  | Сьйон        | Алжир                            | 3 – 1     | Вірменія                         | товариський матч                         | -    |          |
| 22-6-2014  | Порту-Алегрі | Південна Корея                   | 2 – 4     | Алжир                            | ЧС 2014 - 1-й етап                       | -    |          |
| 26-6-2014  | Куритиба     | Алжир                            | 1 – 1     | Росія                            | ЧС 2014 - 1-й етап                       | -    |          |
| 6-9-2014   | Аддис-Абеба  | Ефіопія                          | 1 – 2     | Алжир                            | Відбір до Кубка африканських націй 2015  | -    |          |
| 10-9-2014  | Бліда        | Алжир                            | 1 – 0     | Малі                             | Відбір до Кубка африканських націй 2015  | -    |          |
| 11-10-2014 | Блантайр     | Малаві                           | 0 – 2     | Алжир                            | Відбір до Кубка африканських націй 2015  | 1    |          |
| 15-10-2014 | Бліда        | Алжир                            | 3 – 0     | Малаві                           | Відбір до Кубка африканських націй 2015  | -    |          |
| 19-11-2014 | Бамако       | Малі                             | 2 – 0     | Алжир                            | Відбір до Кубка африканських націй 2015  | -    |          |
| 11-1-2015  | Радес        | Туніс                            | 1 – 1     | Алжир                            | товариський матч                         | -    |          |
| Усього     |              | Матчів                           | 34        |                                  | Голів                                    | 1    |          |

## Титули і досягнення
- Чемпіон Швейцарії (1):

«Базель»: 2004-05
- Переможець Серії В (1):

«Лечче»: 2009–10